# Vene

Querschnitt einer Vene mit Venenwand, Flussrichtung und Venenklappe

Venen (lateinischer Singular vena, in fachsprachlichen Zusammensetzungen auch phlebo- vom griechischen Genitiv Singular φλέβας phlébas, zu altgriechisch φλέψ phleps, deutsch ‚Ader‘) oder Blutadern sind Blutgefäße, die das Blut zum Herzen führen. Bei einem erwachsenen Menschen transportieren sie jeden Tag etwa 7000 Liter Blut zum Herzen zurück. Dabei müssen die Beinvenen das Blut gegen die Schwerkraft zum Herzen befördern. Die Blutgefäße, die das Blut vom Herz wegtransportieren, werden Arterien (Schlagadern) genannt. Die meisten Körpervenen sind Begleitvenen, das heißt, sie verlaufen parallel zu ihrer arteriellen Entsprechung.
Die Venen des Körperkreislaufs transportieren sauerstoffarmes Blut, diejenigen des Lungenkreislaufs sauerstoffreiches Blut. Sauerstoffarmes Blut ist dunkler als sauerstoffreiches. Das bläuliche Erscheinen der Hautvenen hängt jedoch nicht allein mit dem Sauerstoffgehalt des venösen Blutes zusammen. Hautvenen erscheinen vor allem deswegen blau, weil das langwellige rote Licht eine höhere Eindringtiefe in das Gewebe hat als das blaue und somit vom dunklen Blut der Venen absorbiert wird. Das kurzwellige blaue Licht hingegen wird reflektiert; somit erscheinen die Venen in einer Gewebstiefe von 0,5 bis 2 Millimetern blau (siehe auch Blaues Blut). Da Arterien bei gleichzeitig dickerer Wand wesentlich dünner als ihre Begleitvenen sind, sind sie nicht durch die Haut hindurch sichtbar.
Der Blutdruck in Venen ist deutlich niedriger als in Schlagadern (Arterien), sie gehören mit den Kapillaren und den Venolen zum Niederdrucksystem des Blutkreislaufs. Als natürliche Pumpe für den Blutfluss in den Venen dient die Skelettmuskulatur. Mit jeder Anspannung pressen die Muskeln das Blut gegen die Schwerkraft von unten in Richtung Herz. Dutzende von Venenklappen sorgen wie Rückschlagventile dafür, dass das Blut bei der Entspannung des Muskels nicht wieder nach unten zurückfällt.

## Aufbau
Venen zeigen wie alle Blutgefäße eine typische Dreischichtung der Wand in Tunica interna (Intima), Tunica media (Media) und Tunica externa (Tunica adventitia). Die Wand der Venen ist meistens dünner als die der entsprechenden Arterien, insbesondere die Tunica media. Hier sind die glatten Muskelzellen durch kollagenes Bindegewebe zu Strängen auseinandergedrängt, wodurch die Media auch aufgelockerter als bei Arterien erscheint. Die Media zeigt eine angedeutete Zweischichtung mit einer inneren spiraligen und einer äußeren flacheren Wicklung. Einige große Venen wie die untere Hohlvene besitzen nur Längsmuskulatur. Größere Beinvenen wie die Vena saphena magna unterliegen einem hohen hydrostatischen Druck, weshalb sie eine kräftige Wand ähnlich wie Arterien besitzen.

Wirkung der Venenklappen

Im Unterschied zu Arterien sind viele der kleinen und mittelgroßen Venen mit Venenklappen ausgestattet, damit das Blut nicht zurückfließt. Keine Venenklappen finden sich in den Venen des Kopfes, der Eingeweide, des Wirbelkanals und der herznahen großen Venen. Bei den Arterien reicht der Pumpdruck des Herzens aus, um den Rückfluss zu verhindern.

## Venendruck
Der Venendruck, also der Blutdruck in den Venen, ist deutlich niedriger als in Schlagadern (Arterien), sie gehören mit den Kapillaren und den Venolen zum Niederdrucksystem des Blutkreislaufs. In den Venolen herrscht noch ein Blutdruck von 15–20 mm Hg, in den großen Venen außerhalb des Brustkorbs (beim liegenden Erwachsenen) von 10–12 mm Hg. Die Venen am Fußrücken können jedoch beim passiven Stehen einen Druck von 95 mmHg aufweisen.
Als venöse Hypertonie werden die Venendrucksteigerungen bezeichnet.
Den Blutdruck in den herznahen großen Venen bezeichnet man als zentralen Venendruck. Er schwankt in Abhängigkeit von Atmung und Herztätigkeit und liegt im Mittel bei 3–5 mm Hg.

## Erkrankungen
Venenerkrankungen sind Gegenstand der Phlebologie. Zur Untersuchung der Venen stehen verschiedene Methoden zur Verfügung.

### Besenreiser

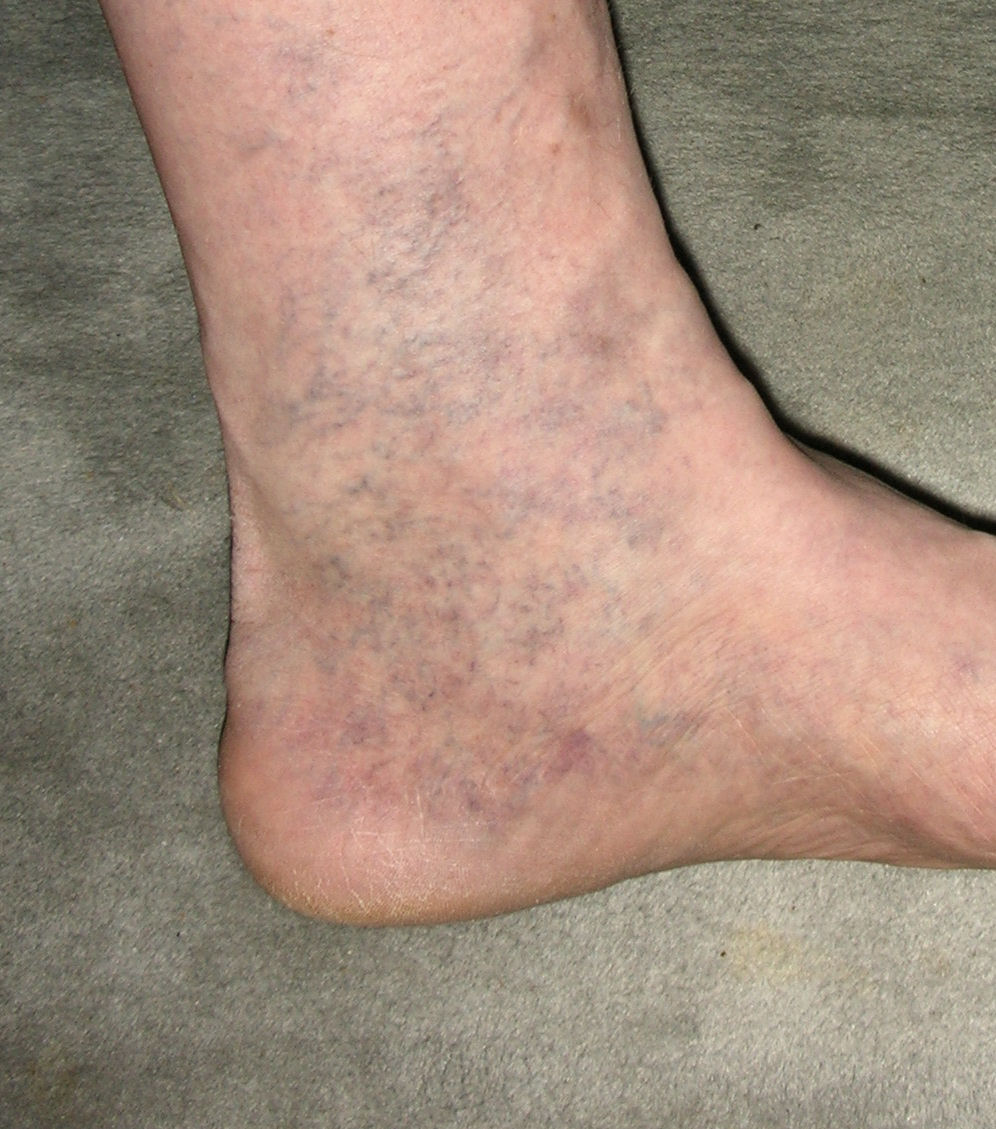
Krampfadern und Besenreiser

Besenreiser sind erweiterte Venen in der obersten Hautschicht, die veranlagungsbedingt oder als Folge einer chronischen Venenstauung auftreten. Sie sind hellrot, wenn sie sehr fein sind und blau-rot, wenn sie größer werden. Da es sich um erweiterte und geschlängelte Venen handelt, erfüllen Besenreiser zwei von drei Kriterien der Krampfaderbildung (erweitert, geschlängelt, ohne Klappenfunktion).

#### Veranlagungsbedingte Besenreiser
Besenreiser können die einzige Venenveränderung des Betroffenen sein und haben dann vor allem kosmetischen Charakter. Sie können bereits im Kindesalter auftreten und nehmen bei betroffenen Personen fast immer im Laufe des Lebens zu. Häufig bestehen gleichzeitig Krampfadern, das ist aber nicht zwingend. Auch das gleichzeitige Bestehen einer chronischen Veneninsuffizienz ist häufig, aber nicht zwingend. Sonderformen der Besenreiser sind z. B. die erweiterten Äderchen an der Nase und im Gesicht (Couperose) und erweiterte Äderchen in der Haut an der Brust und am Oberkörper bei chronischer Leberstauung.

#### Stauungsbedingte Besenreiser
Chronische Stauung in den Venen führt fast immer im Laufe der Zeit zu Besenreisern, die sich wie ein Halbkreis unterhalb des Innenknöchels formieren. Diese so genannte Corona phlebectatica paraplantaris hat deswegen einen völlig anderen Stellenwert als Besenreiser anderer Lokalisationen am Bein. Das gilt auch für größere Besenreiser im Bereich des Innenknöchels (siehe Abbildung). Wird die zugrunde liegende Stauung nicht behandelt, so nimmt die sichtbare Veränderung zu. In diesem Sinne sind Besenreiser am Innenknöchel als „Vorläufer“ des offenen Beines (Ulcus cruris) zu werten.

### Varizen (Krampfadern)

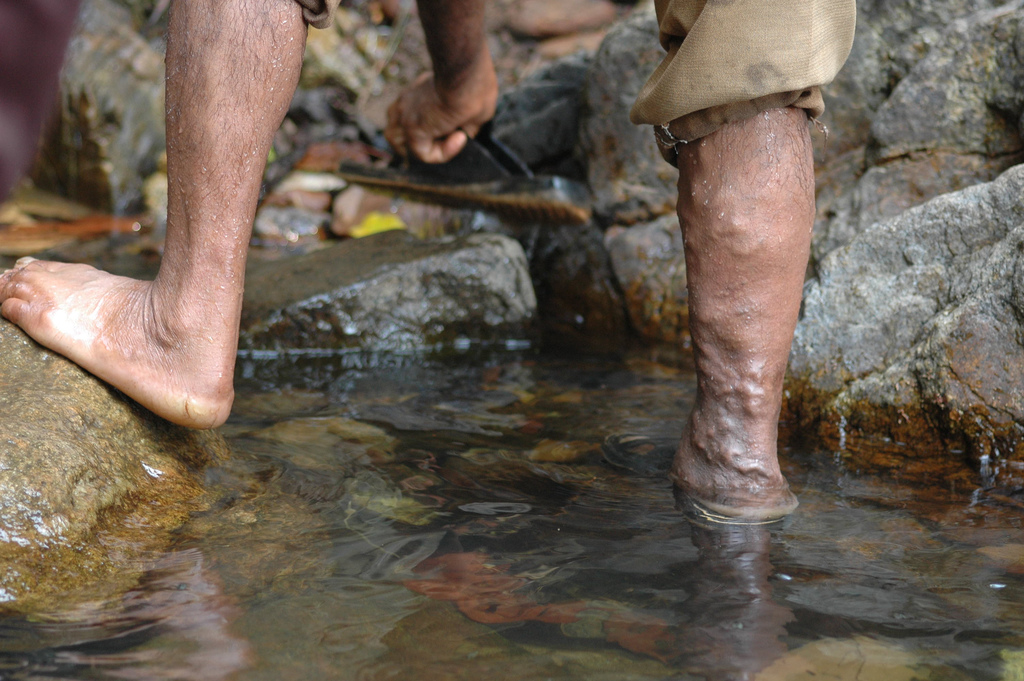
Varikosis der Beine

Krampfadern sind erweiterte, geschlängelte Venen, deren Ventilklappen nicht mehr funktionsfähig sind. Oberflächliche Krampfadern sind gut sichtbar oder tastbar und schlängeln sich im Unterhautfettgewebe (zumeist) am Bein entlang. Varizen des tiefen Venensystems sieht man nur im Ultraschall oder in der Phlebographie. Durch die Erweiterung der Venen kommt es zu einem unvollständigen Schluss der Venenklappen, man spricht von der Klappeninsuffizienz. Der normale, herzwärts gerichtete Bluttransport in den Venen erfordert das Zusammenspiel aus Muskeln und funktionsfähigen Klappen. Da dies in Krampfadern nicht mehr möglich ist, nimmt dort der hydrostatische Druck, der auf den Gefäßen im unteren Teil des Körpers lastet, lageabhängig kontinuierlich zu. Der „transmurale“ Druck, also der Unterschied zwischen Druck im Venensystem und im umgebenden Gewebe, führt dazu, dass vermehrt Wasser samt darin gelöster Bestandteile durch die Venenwand sickert und sich im Gewebe, meistens des Beines, ansammelt (Ödem).

### Phlebitis (Venenentzündung)
Unter einer Phlebitis versteht man eine Venenentzündung. Das Gefäß und die Umgebung schmerzen, sind gerötet, geschwollen und überwärmt. Bei oberflächlichen Venen ist die Diagnose leicht zu stellen. Bei tiefen Venenentzündungen ist die Diagnose auch mit dem Ultraschall kaum zu erfassen. Es ist bis heute unklar, was die Ursache der Phlebitis ist, ob es sich um eingedrungene Keime, eine Autoimmunentzündung oder eher eine mechanische entzündliche Reizung handelt.

### Thrombose
Unter einer Thrombose versteht man die Verstopfung einer Vene durch ein Blutgerinnsel, das sich in den Venen bildet und an den Venenwänden festsetzt. Gefährlich werden diese Blutgerinnsel dann, wenn sie sich ablösen und in die Lunge geschwemmt werden. Dort führen sie dann durch einen Verschluss einer Lungenarterie zu einer Lungenembolie. Die Bedrohlichkeit wird verständlich, wenn man sich überlegt, dass so ein Gerinnsel bis zu 5 g schwer sein kann und, während der Passage des Herzens, in sehr viele einzelne Fragmente zerbricht, die dann wie ein Schrotschuss die Lunge erreichen.

### Venöses Ödem
Eine Wasseransammlung durch Venenerkrankungen, das so genannte venöse Ödem, findet sich in aller Regel in den Beinen. Ein Ödem ist eine örtlich begrenzte oder ausgedehnte krankhafte Ansammlung von wässriger (seröser) Flüssigkeit in den Gewebespalten. Typischerweise ist es beim Aufstehen eher noch nicht vorhanden, macht sich aber im Laufe des Tages immer ausgeprägter bemerkbar, vor allem wenn der Betroffene viel steht oder lange sitzt.

### Ulcus cruris venosum (offenes Bein)
Nach jahrelangem Venenstau kann es zu einem „offenen Bein“ bzw. „Unterschenkelgeschwür“, dem Ulcus cruris venosum als Sonderform eines Ulcus cruris kommen. Diese Geschwüre liegen meist oberhalb des Innenknöchels. Sie sind schwer zu behandeln und heilen nur langsam ab.